# Miguel Ángel Cuéllar
Miguel Ángel Cuéllar (Salto del Guairá, 25 settembre 1982) è un ex calciatore paraguaiano, di ruolo attaccante.

## Palmarès

### Club

#### Competizioni nazionali
- Campionato boliviano: 1

Bolivar: Clausura 2006